# Lil Karhola Wettergren
Dagmar Sigbritt Lil Karhola Wettergren was een Zweedse zakenvrouw.
Ze is het meest bekend door haar rol in de ontwikkeling (in de jaren 50 van de 20e eeuw) van de papieren wegwerpluier, en in 1970 haalde ze de primeur om als eerste vrouw benoemd te worden in de raad van bestuur van een Zweeds beursgenoteerd bedrijf, met name Husqvarna AB.

## Biografie
Dagmar Drangel werd geboren op 20 mei 1924 als derde kind (allen dochters) van Hugo Drangel en May Gustafson. 
In 1946 trouwde ze met advocaat Ola Wettergren (die overleed in 1981), met wie ze vier kinderen kreeg. 
In 1981 trouwde ze met Arvo Karhola, de vicevoorzitter van het Finse Tampella, en verhuisde ze naar Helsinki. Na de dood van haar man in 2003, keerde ze terug naar Zweden en leefde ze verder op haar familielandgoed Horns. Lil Karhola Wettergren stierf op 21 mei 2008 (84-jaar oud).

## Carrière
Na haar studie in de rechten aan de universiteit van Uppsala (waar ze haar echtgenoot Ola leerde kennen), en werk in het provinciebestuur van Älvsborg County in Vänersborg, verhuisde het echtpaar in 1949 naar Stockholm.  Haar vader werkte sinds 1927 in de papierfabriek Pauliström, en vroeg haar juridische expertise in een fiscaal geschil op het bedrijf, en zo bleef ze er werken, eerst als verkoper.  
Haar vader had de papierfabriek na de toevoeging van een cellulosewattenmachine getransformeerd van een pulpfabriek tot een fabriek voor de productie van papiervlokken (tissue). Door de Tweede Wereldoorlog was er immers een tekort aan katoenen wondverband in Europa. Dit in combinatie met eveneens een tekort aan textiel en detergenten, was de ideale voedingsbodem voor het innovatieve idee van de papieren wegwerpluier. 
Omdat de klanten voor de luiers vrouwen waren, die het liefst met een vrouw spraken over de kwaliteiten en gebreken van producten zoals luiers, maandverband en keukentissues, deed ze het goed als verkoper.
In 1956 kocht ze het bedrijf Pauliström weg van de familie en begon ze met de productie van wegwerpluiers in Zwedens eerste luierfabriek, geïntegreerd in de papierfabriek. Haar eigen kinderen fungeerden als proefpersonen voor de nieuwe luiers.
In de periode 1959 - 1965 was ze chef van het bedrijf, een primeur in de door mannen gedomineerde procesindustrie.
Vervolgens verkocht ze het bedrijf aan de concurrent Mo och Domsjö AB, bij wie ze nog enkele jaren aanbleef als directeur van de afdeling Tissues. 
Als enige hooggeplaatste vrouw in de door mannen gedomineerde bedrijfscultuur ondervond ze veel tegenwerking, wat haar na enkele jaren deed kiezen om het bedrijf te verlaten. Ze startte toen haar eigen bedrijf, de papierfabriek Paper Lil AB.
In 1970 maakte Lil Wettergren (de naam van haar echtgenoot) furore door als eerste vrouw (niet behorend tot de stichtende familie) aangesteld te worden in de Raad van Bestuur van een Zweeds beursgenoteerd bedrijf, met name bij Husqvarna AB. 
Op dat moment was het drie eeuwen oude bedrijf bezig met een transformatie van een wapenfabriek naar meer "zachtere" producten zoals naaimachines en witgoed, en de mannen in de bestuursraad meenden dat een vrouw als bestuurder goed zou zijn.
Dit voorbeeld liet haar vervolgens ook toe nog andere zetels als bestuurder te bekleden, o.a. bij de bedrijven Abbas AB (1975-'86), Mo&Domsjö AB (1982-1991), Gota Bank (1980-1991; eerste vrouw in de raad van bestuur van een bank).
In 1987 kwam haar boek met memoires uit, "Fostrad Till Mannens Varld (vrije vertaling: "opgevoed voor een mannenwereld" (Fountain , ISBN 91-7160-820-6), omtrent haar ervaringen als vrouw in een door mannen gedomineerde bedrijfswereld.
In de periode 1983 - 2003 concentreerde ze zich op het beheer van haar familielandgoed in haar geboorteplaats Horns.